# عصب سنخي علوي أوسط
العصب السنخي العلوي الأوسط (بالإنجليزية:Middle Superior Alveolar Nerve)، وهو عصب يتفرع من العصب تحت الحجاج في الجزء الخلفي من قناة تحت الحجاج، ويمتد إلى الأسفل وإلى الأمام في قناة في الجدار الجانبي للجيب الفكي العلوي لإمداد الضواحك العلوية. حيث أنه يشكل ضفائر سنية علوية مع الأعصاب العلوية السنخية الأمامية والخلفية.